# Blues for Elvis - King Does the King's Things
Blues for Elvis - King Does the King's Things è un album in studio del cantante e chitarrista statunitense Albert King, pubblicato nel 1970.

## Descrizione
Le canzoni dell'album sono un tributo ai brani interpretati da Elvis Presley.

## Tracce
1. Hound Dog (Jerry Leiber, Mike Stoller) – 4:03
2. That's All Right (Arthur Crudup) – 4:08
3. All Shook Up (Otis Blackwell, Elvis Presley) – 2:29
4. Jailhouse Rock (Leiber, Stoller) – 3:36
5. Heartbreak Hotel (Mae Boren Axton, Thomas Durden, Presley) – 6:05
6. Don't Be Cruel (Blackwell, Presley) – 3:27
7. One Night (Dave Bartholomew, Pearl King, Anita Steiman) – 4:18
8. Blue Suede Shoes (Carl Perkins) – 3:16
9. Love Me Tender (Vera Matson, Presley) – 5:19

## Formazione
- Albert King – chitarra, voce
- Marvell Thomas – piano, organo
- Donald Dunn – basso
- James Alexander – basso
- Willie Hall – batteria